# Adición conjugada
Una adición conjugada o adición nucleofílica conjugada es un tipo de reacción química orgánica en la que tiene lugar una adición nucleófila sobre un sistema conjugado formado por un doble enlace sustituido con un grupo aceptor de electrones por resonancia, teniendo como resultado la desaparición de la conjugación y la creación de dos nuevos enlaces en cada extremo de lo que era el sistema conjugado (posiciones 1 y 4). Son susceptibles de adiciones nucleófilas conjugadas, por ejemplo, compuestos carbonílicos α-β-insaturados y acrilonitrilos.
YX + CH2=CH−CH=O → XCH2−CH=CH−OY (Adición 1,4)

## Mecanismo de reacción
En una adición conjugada, el ataque nucleófilo se produce en la posición β (que se puede deducir que es electrófila por estructuras de resonancia). La carga negativa se deslocaliza entonces hacia el grupo electroaceptor, por ejemplo un carbonilo. En el caso de una enona conjugada, el ataque nucleófilo conduce al enolato, que se protona a enol y tautomeriza a la forma ceto. Si existiera catálisis ácida, el ataque nucleófilo conduciría directamente al enol.

## Reacciones
- Las cetonas y aldehídos α,β-insaturados reaccionan, si es con catálisis básica mejor, con agua, alcoholes y aminas a los correspondientes compuestos carbonílicos hidroxi, alcoxi y amino β-sustituidos.
- Las cetonas y aldehídos α,β-insaturados reaccionan con HCN conduciendo al β-cianocarbonilo. El cianuro de dietilaluminio, Et2AlCN, puede ser usado como fuente de cianuro en adiciones conjugadas (más seguro que el HCN).
- Los dialquilcupratos de litio (o reactivos de Gilman), R2CuLi, dan adiciones 1,4 sobre carbonilos conjugados. La reacción va especialmente bien con cetonas α,β-insaturadas.
- La reacción de Michael implica la adición conjugada de enolatos.
- Las enaminas también pueden dar lugar a adiciones de tipo Michael con olefinas activadas (aceptores de Michael).